# Fred Auckenthaler
Frédéric Louis Henri Oscar "Fred" Auckenthaler, född 29 september 1899 i Lausanne i Vaud, död 18 februari 1946 i Mulhouse i Haut-Rhin i Frankrike, var en schweizisk ishockeyspelare. Han var med i det schweiziska ishockeylandslaget som kom på delad sjunde plats i de olympiska vinterspelen 1924 i Chamonix.